# Cypripedium malipoense
Cypripedium malipoense là một loài thực vật có hoa trong họ Lan. Loài này được S.C.Chen & Z.J.Liu mô tả khoa học đầu tiên năm 2004.